# 檜意森活村

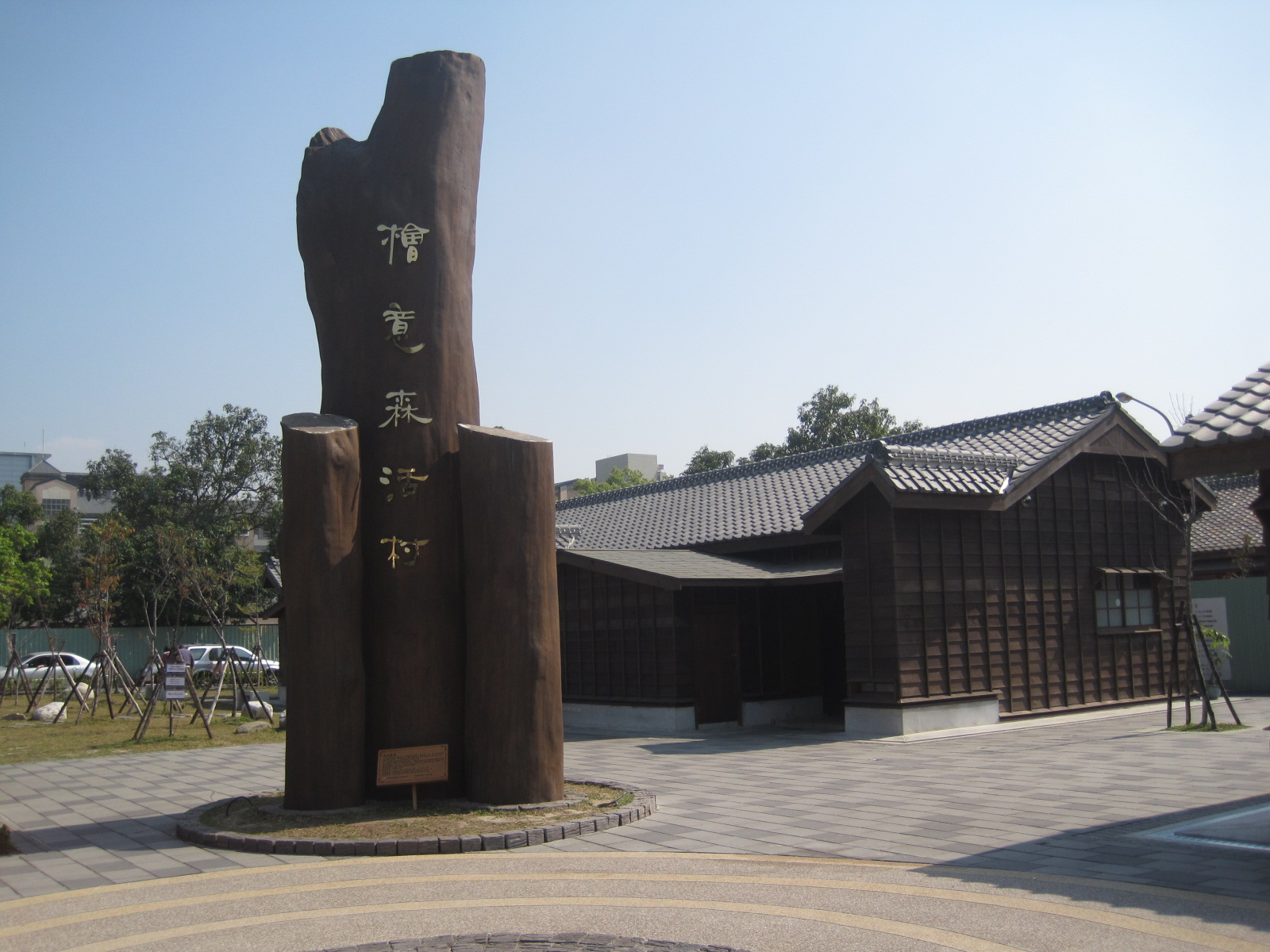
檜意森活村木頭標誌

檜意森活村位於臺灣嘉義市東區，是臺灣第一座以森林為主題的文創園區，園區內以日治時代的檜町，現共和路與林森東路間的29棟歷史建築「嘉義市共和路與北門街林管處國有宿眷舍」以及市定古蹟「嘉義營林俱樂部」構成。占地約3.4公頃，並在忠孝路與林森東路路口設有「農業精品館」。

## 沿革
日治時期的官營林業事業始於阿里山，為了開發阿里山的林業資源，總督府開始興建阿里山森林鐵路，嘉義製材所、營林貯材池與臺灣總督府營林所的職員宿舍等設施。其中，營林所日式宿舍群約興建於大正三年（1914年）至昭和十八年（1943年）間，並分為三至四批陸續興建。其格局規劃錯落有致，主以傳統日式建築構成，此外也設有公共設施以滿足當地居民在生活機能與商業功能的結合要求。
第二次世界大戰後，營林所日式宿舍群由台灣省農林廳林務局接收，改做為林務局職員宿舍。建築群中的46戶於2005年登錄為嘉義市歷史建築，於2008年再新登錄19戶，共計65戶。2007年，「檜意森活村計畫」被行政院列為「振興經濟擴大公共建設投資計畫」之一。2009年，此計畫亦被列為「愛台十二建設」與「六大指標都市更新案」之一，並開始修復工程，於2013年大致修復完成，之後委由民間經營，目前檜藝森活村店舖營業及展覽用。

## 建築設計
檜意森活村目前保留的29棟日式木造宿舍群，從形式上可依分為高級主管的一戶建，如所長官舍，主管及眷屬的二戶建、眷屬的四戶連棟宿舍以及單身宿舍的雙併建築。其中連棟宿舍之外部犬走與排水暗溝以混凝土澆置，牆基為洗石子製作，並設有通風孔。外部牆面屋身為傳統日式實牆「真壁」式構造，屋頂形式為切妻式屋根並鋪設黑瓦。室內特徵內部空間可分為「座敷」、「居間」、「玄關」等和式建築格局，另外則設有供來賓住宿使用的招待所、營林俱樂部以及公共澡堂（湯屋）。

## 圖輯

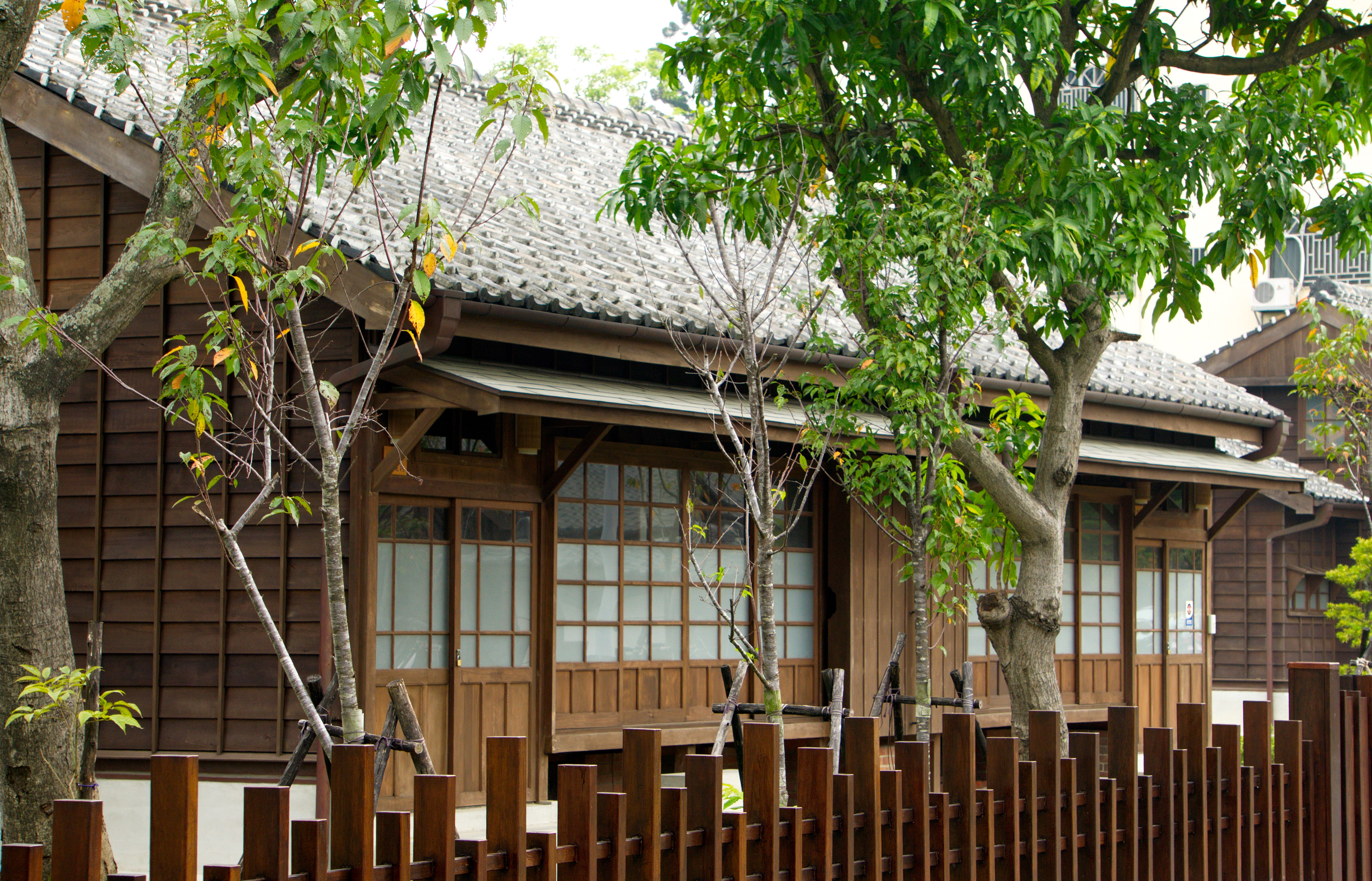
園區一景
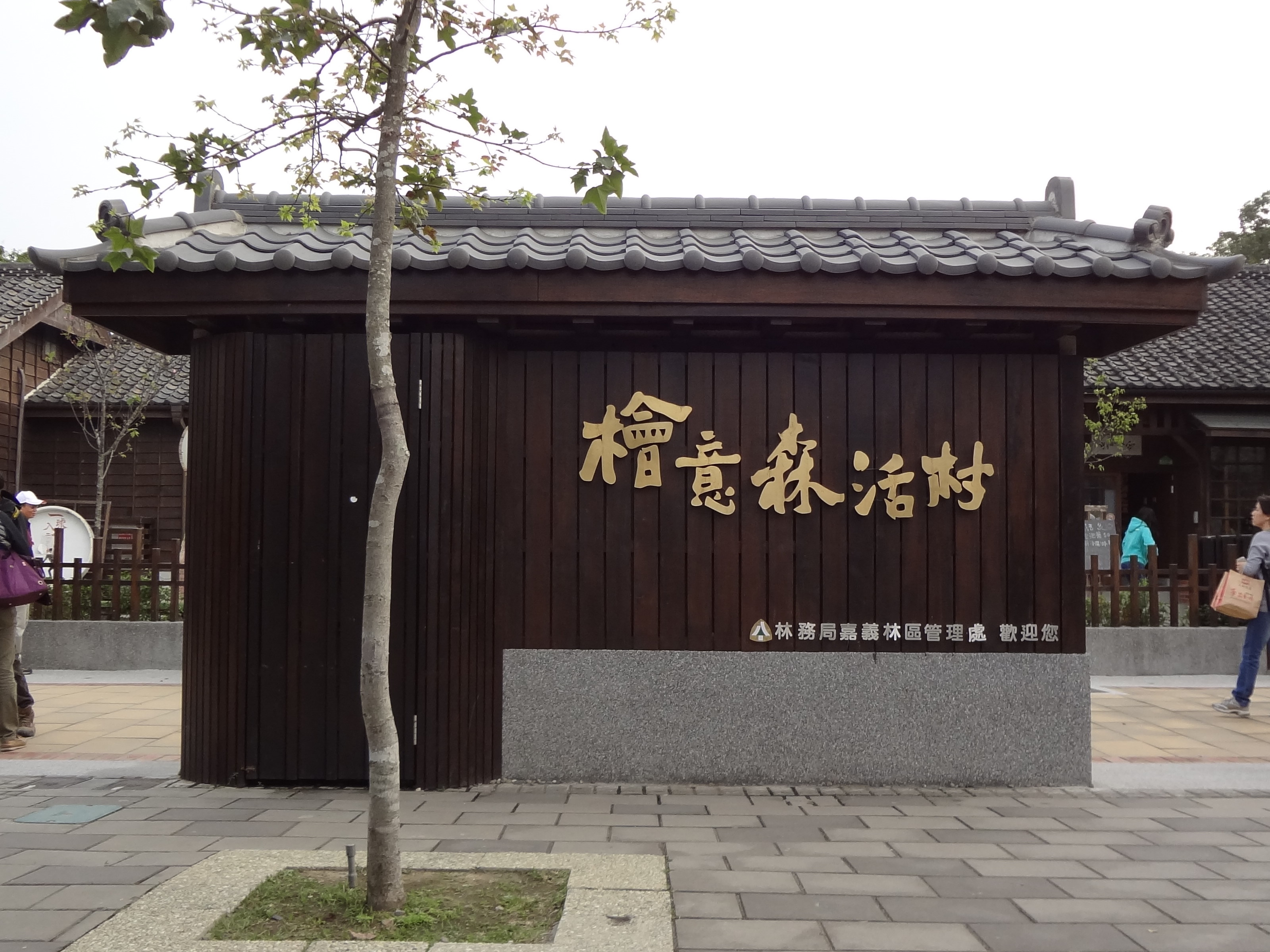
檜意森活村入口
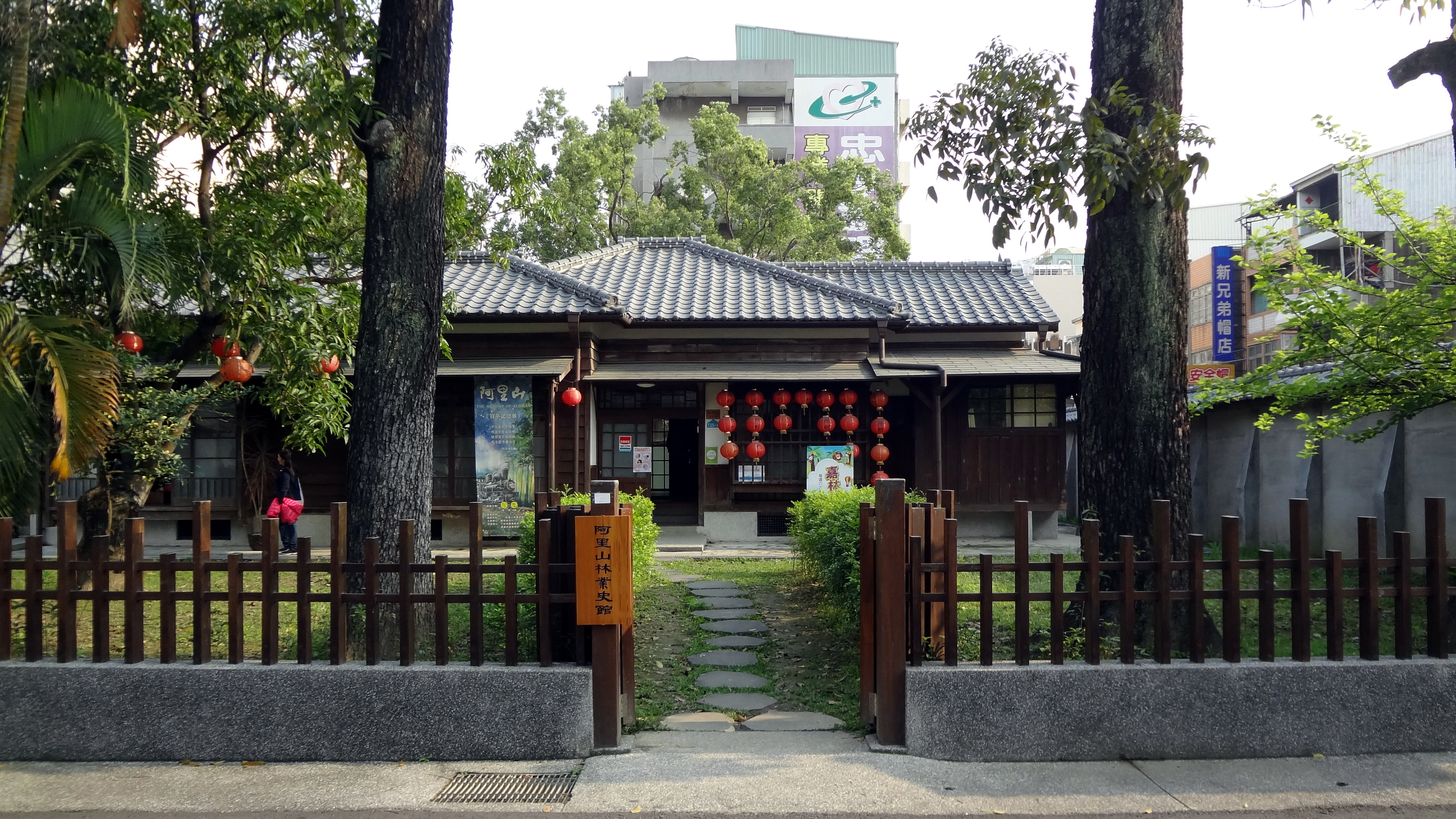
位於園區內的阿里山林業史館
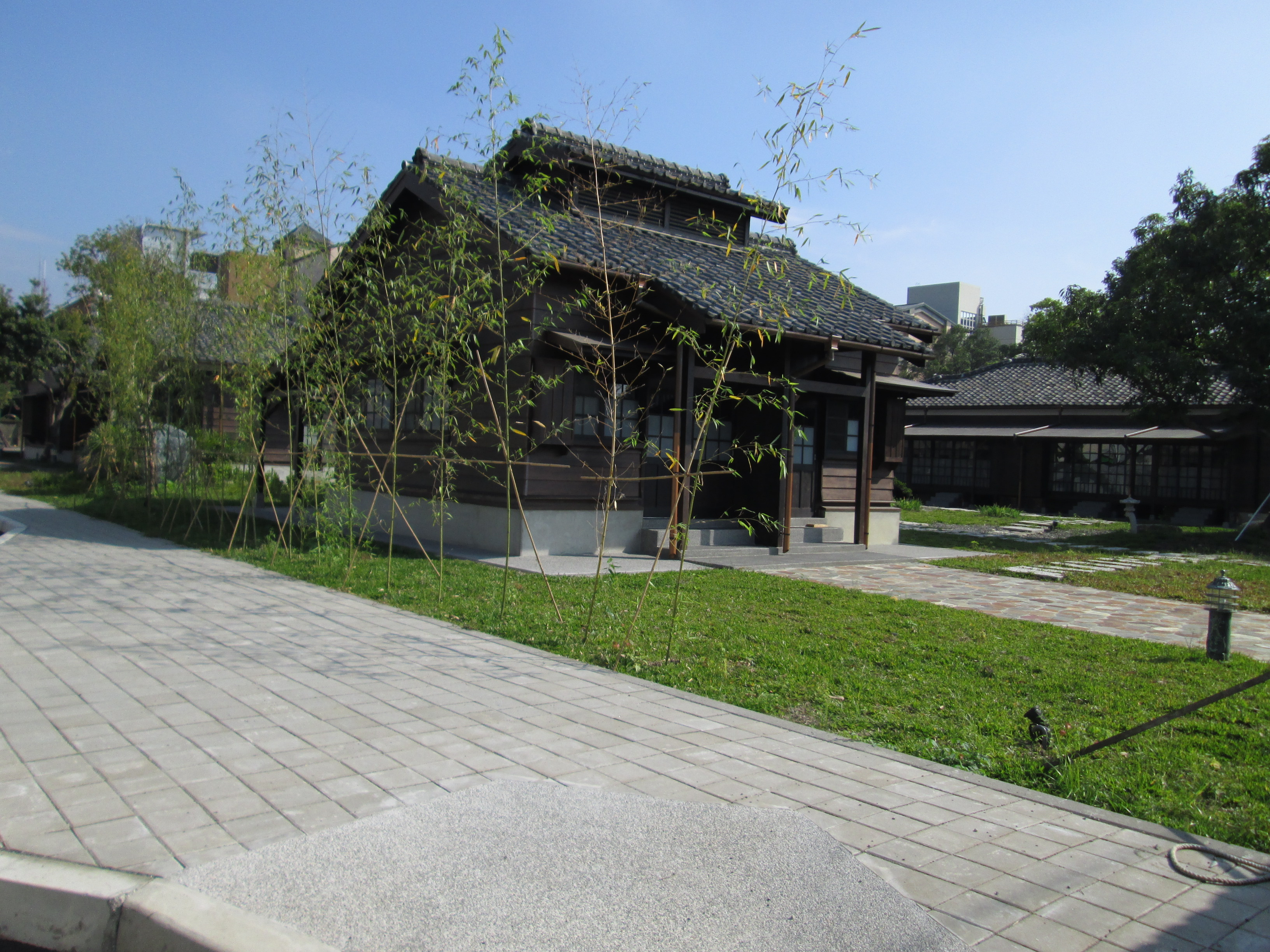
公共澡堂（湯屋）

## 交通
地址：600嘉義市東區林森東路1號

### 鐵道運輸
- 臺灣鐵路管理局嘉義車站：步行15分鐘
- 阿里山森林鐵路北門車站：正前方

### 公車資訊
嘉義公車捷運
| 路線           | 業者     | 行先               | 停靠站   |
| -------------- | -------- | ------------------ | -------- |
| 7212宏仁故宮線 | 嘉義客運 | 宏仁女中－故宮南院 | 文化中心 |

嘉義市公車
| 路線                    | 業者     | 行先                         | 停靠站     |
| ----------------------- | -------- | ---------------------------- | ---------- |
| 忠孝新民幹線 （紅線）   | 國光客運 | 忠孝北街－勞工育樂中心       | 文化中心   |
| 忠孝新民幹線A （紅A線） | 國光客運 | 民雄工業區服務中心－彌陀夜市 | 文化中心   |
| 光林我嘉線 （黃線）     | 國光客運 | 港坪公園－蘭潭               | 檜意森活村 |

嘉義縣市區公車
| 編號 | 經營業者     | 乘車站名   | 行先                | 備註 |
| ---- | ------------ | ---------- | ------------------- | ---- |
| 102  | 嘉義縣公車處 | 文化中心   | 嘉義—松仔腳         |      |
| 106  | 嘉義縣公車處 | 檜意森活村 | 嘉義車站—高鐵嘉義站 |      |

公路客運
| 編號 | 經營業者           | 乘車站名   | 行先          | 備註 |
| ---- | ------------------ | ---------- | ------------- | ---- |
| 6880 | 員林客運           | 嘉義林務局 | 嘉義—西螺     |      |
| 7202 | 嘉義客運           | 文化中心   | 嘉義—北港     |      |
| 7203 | 嘉義客運           | 文化中心   | 嘉義—土庫     |      |
| 7204 | 嘉義客運           | 文化中心   | 嘉義—溪口     |      |
| 7217 | 嘉義客運           | 文化中心   | 嘉義—蒜頭     |      |
| 7304 | 嘉義縣公車處       | 文化中心   | 嘉義—梅山     |      |
| 7305 | 嘉義縣公車處       | 文化中心   | 嘉義—檳榔宅   |      |
| 7309 | 嘉義縣公車處       | 文化中心   | 嘉義—中正大學 |      |
| 7312 | 嘉義縣公車處       | 北門       | 嘉義—溪心寮   |      |
| 7313 | 嘉義縣公車處       | 北門       | 嘉義—溪心寮   |      |
| 7315 | 嘉義縣公車處       | 文化中心   | 嘉義—瑞峰     |      |
| 7316 | 嘉義縣公車處       | 文化中心   | 嘉義—崙子     |      |
| 7319 | 嘉義縣公車處       | 北門       | 嘉義—番路     |      |
| 7321 | 嘉義縣公車處       | 北門       | 嘉義—松腳     |      |
| 7323 | 嘉義縣公車處       | 北門       | 嘉義—梅山     |      |
| 7700 | 台西客運、嘉義客運 | 文化中心   | 嘉義—斗六     |      |
| 7701 | 台西客運、嘉義客運 | 文化中心   | 嘉義—麥寮     |      |

## 外部連結
- 檜意森活村 （页面存档备份，存于）
- 檜意森活村的Facebook專頁